# Andrew Harris (kanadský fotbalista)
Andrew Harris (* 24. dubna 1987 Winnipeg, Manitoba) je kanadský reprezentant kanadského fotbalu, který hraje na pozici running back. V současnosti (2023) působí v týmu Toronto Argonauts , který hraje domácí ligu Canadian Football League. V 99. finále CFL byl jmenován jako nejvýraznější kanadský fotbalista. Svou kariéru zahájil v juniorském týmu Vancouver Island Raiders.